# Той, що біжить у часі
«Той, що біжить у часі» (англ. Time Runner), також «У вигнанні» (англ. In Exile) — канадський фантастичний фільм 1993 року з Марком Геміллом у головній ролі.
З майбутнього, де на Землю напали інопланетяни, в 1992 рік потрапляє капітан Майкл Рейнор. Намагаючись попередити людей про прийдешню загрозу, він розкриває, що інопланетяни вже на Землі і готують її до захоплення, проникнувши у владні структури США.

## Сюжет
6 жовтня 2022 року інопланетяни нападають на Землю і обстрілюють міста. Капітан Майкл Рейнор перебуває на борту військової космічної станції «Дружба», яку атакує ворожий корабель. Його дружина гине, але встигає перед цим створити кротовину, що веде в минуле. Рейнор тікає в рятувальній капсулі до того, як прибульці знищують станцію. Крізь кротовину Рейнор потрапляє на 30 років у минуле. Капсула аварійно приземляється в США, Рейнор намагається визначити в якому році він опинився. За його слідами йде оперативник Командування розвідки та безпеки (ISC) Фріман.
Згодом двоє дослідників, Карен Дональдсон та Арні, знаходять капсулу Рейнора, потім її забирають оперативники з ISC. З наявних пристроїв і їхніх виробників (яких ще не існує) дослідники роблять висновок, що капсула прибула з майбутнього. Дізнавшись, у який період часу він прибув, Рейнор намагається втекти від агентів ISC, виходить на контакт з дослідниками та пояснює своє походження. Вони знаходять бортовий самописець і знищують рятувальну капсулу. Побачивши дані бортового самописця, вони вирішують знайти сенатора Джона Нейлу та попередити його про вторгнення, оскільки в 2022 році він президент світу. Однак Рейнор виявляє, що Нейла та агенти ISC самі є прибульцями, багато років тому підісланими на Землю для підготовки ї захоплення. Дослідниця Карен Дональдсон, відповідальна в майбутньому за ядерну безпеку, також виявилася інопланетянкою. Рейнор бачить видіння своєї вагітної матері, якій загрожує вбивця. Знаючи, що він повинен народитися через кілька годин у цьому часі, Рейнор намагається врятувати свою матір, а Нейла доручає Дональдсон стежити, щоб цього не сталося.
У майбутньому інопланетяни атакують секретну базу на Капітолійському пагорбі, де земляни готують запуск ядерних ракет по кораблях прибульців. Президент Нейла хоче розпочати переговори з прибульцями, під приводом чого вбиває команду запуск ракет, чим забезпечує прибульцям перемогу.
Але в 1992 році Рейнор вбиває кілера та переконує свою матір поїхати з ним, Карен та Арні до лікарні — саме тоді, коли у неї починаються пологи. Дорогою мати помирає, але Дональдсон, поколисавши дитину, змінює своє ставлення до людей і захищає немовля від Нейли. Рейнор скидає Нейлу з даху, а Арні вбиває Фрімана. Майбутнє змінюється, Нейла зникає з нього і вторгнення не відбувається. Тому дорослий Рейнор теж зникає з 1992 року, а Дональдсон і Арні лишаються з малим Рейнором.

## У ролях
| Актор             | Роль             |
| ----------------- | ---------------- |
| Марк Гемілл       | Майкл Рейнор     |
| Рей Дон Чонг      | Карен Дональдсон |
| Брайон Джеймс     | Нейла            |
| Марк Баур         | Фріман           |
| Гордон Тіппл      | Арні             |
| Джон Макларен     | Карл Вітерс      |
| Джон Томас        | Сіммс            |
| Баррі В. Леві     | Брайант          |
| Аллан Форгет      | Мерфі            |
| Чарлі Флемінг     | Клайв Доусон     |
| Сьюзі Гоакім      | Дороті Рейнор    |
| Кліфф Костерман   | Лоусон           |
| Дейл Мур          | агент 1          |
| Джералд Паетц     | агент 2          |
| Вілф Вілсон       | агент 3          |
| Рейчел Гейворд    | Керолайн Рейнор  |
| Джилл Вотт        | Мейбл Дагган     |
| Девід Ебботт      | Генк Дагган      |
| Джеймс М. Ведделл | Фермер Ден       |